# Crash Bandicoot: On the Run!
Crash Bandicoot: On the Run! era un juego móvil de endless runner desarrollado y publicado por King. El juego se lanzó de forma limitada en Malasia en 2020 y se lanzó a nivel mundial en 2021. El juego presentaba a los personajes y el universo ficticio de la serie Crash Bandicoot en el contexto de un juego de carrera. Los jugadores controlaban a Crash o a su hermana Coco, corriendo por los niveles y derrotando a los enemigos con armas fabricadas a partir de ingredientes coleccionables. Los jugadores podían utilizar skins cosméticas para reunir recursos y participar en un modo multijugador asíncrono compitiendo por la supervivencia en niveles generados proceduralmente. A lo largo de 2021 se instalaron varias actualizaciones, a menudo en forma de nuevos niveles, jefes y skins cosméticas.
King adquirió una licencia para crear un juego móvil de Crash Bandicoot de Activision en 2020. El director del juego buscaba poner más énfasis en la exploración en comparación con otros títulos de carreras, y el equipo de desarrollo se propuso incorporar la mayor parte posible de la historia de la franquicia mediante la implementación de varios personajes oscuros y antiguos. Recibió críticas mixtas por parte de los críticos, que lo describieron como un juego de carreras sin fin visualmente impresionante y nostálgico que destacaba por su presentación y accesibilidad, pero que se veía perjudicado por una jugabilidad repetitiva, la falta de desafío y las microtransacciones omnipresentes. El juego fue un éxito comercial, encabezando las listas de descargas en varios países y convirtiéndose en el juego para móviles más descargado en las tiendas App y Google Play en cuatro días. Se dejó de comercializar en 2023.

## Sistema de juego
Crash Bandicoot: On the Run! era un juego de endless runner en el que los jugadores controlaban al personaje principal, Crash, o a su hermana Coco, cuya misión era salvar el multiverso del dominio del Doctor Neo Cortex y sus secuaces. Crash y Coco corrían automáticamente por niveles de tres carriles, y los jugadores deslizaban el dedo hacia la izquierda o hacia la derecha para cambiar de carril, hacia arriba para saltar, hacia abajo para deslizarse o tocaban la pantalla para realizar un ataque giratorio con el que destruir cajas y enemigos. A diferencia de los juegos de carrera infinita tradicionales, los niveles tenían un inicio y un final definidos, con diseños lineales en forma de «pasillo» y, ocasionalmente, caminos alternativos para obtener bonificaciones, así como puntos de control para conservar el progreso tras morir.
Los jugadores podían recolectar frutas Wumpa y materiales durante las partidas para fabricar armas (como frascos y bombas) en un mundo central, necesarias para acceder a las batallas contra jefes y avanzar en el juego. Las partidas de recolección eran modos diarios independientes y limitados para reunir recursos. Los jefes eran encuentros en los que los jugadores esquivaban ataques, recogían objetos y tocaban la pantalla para lanzar armas a los jefes, y la sincronización afectaba a las bonificaciones. El avance requería objetos creados, con largos tiempos de espera o microtransacciones (mediante cristales morados) para evitar retrasos, revivir tras morir o desbloquear recursos, lo que ralentizaba el juego para los jugadores que no pagaban.
El juego contaba con un modo multijugador asíncrono que permitía a los jugadores competir entre sí en «carreras de supervivencia», en las que tres jugadores corrían por un nivel generado proceduralmente e intentaban sobrevivir el mayor tiempo posible. Al igual que la serie principal de videojuego de plataformas, el juego incluía «pruebas contrarreloj» en las que el jugador intentaba completar un nivel en el menor tiempo posible y romper cajas especiales que congelaban el cronómetro durante un número determinado de segundos. A continuación, el jugador era recompensado con una reliquia de zafiro, oro o platino, dependiendo de la rapidez con la que completara el nivel, y su mejor tiempo podía compartirse con otros jugadores.

## Desarrollo
En febrero de 2020, se informó de que King había adquirido una licencia de Activision para desarrollar un juego para móviles basado en Crash Bandicoot; la existencia del título se filtró previamente a través de anuncios en Facebook en Brasil y fue destacada por un usuario de Twitter. El motor del juego se desarrolló utilizando Unity bajo la dirección creativa de Stephen Jarrett, con Nana Li como artista conceptual principal y Gigi Chui como diseñadora principal. Jarrett buscó elevar el género de los juegos de carreras poniendo mayor énfasis en la exploración, lo que influyó en la variedad y el detalle de los niveles. El equipo de desarrollo se fijó el objetivo de crear «el juego más crash de todos los tiempos» y se puso manos a la obra para lograrlo estudiando en profundidad los 25 años de historia de la franquicia y recurriendo a personajes de la serie considerados «clásicos» y «desconocidos». King afirmó que el juego contaría con más de cien skins cosméticas y que no habría cajas de botín. En su lugar, el juego incluiría un pase de batalla y contenido de temporada compuesto por desafíos especiales, historias y jefes únicos. La banda sonora fue compuesta por un equipo dirigido por Sebastian Aav y consta de más de 50 temas con una ecléctica variedad de géneros, entre los que se incluyen el disco, el metal y el funk. Para la creación de la banda sonora del juego se utilizaron tanto instrumentos reales como virtuales.

## Recepción
Crash Bandicoot: On the Run! recibió críticas mixtas.